# 시아스 (기업)
시아스(Sias)는 대한민국의 식품·조미료 기업이다.

## 역사
2024년 유안타제12호스팩과 합병을 시도하였다가 취소하였으며 2025년 스팩 합병으로 상장을 제추진하고 있다.